# Alföldi András
Alföldi András (Pomáz, 1895. augusztus 27. – Princeton, New Jersey, 1981. február 12.) régészprofesszor, ókortörténész, a Magyar Tudományos Akadémia rendes tagja. Behatóan foglalkozott epigráfiával és numizmatikával is. Legfőképpen a császárkori Pannóniára specializálódott, de érintette a hunok és az avarok hagyatékát is.

## Élete
Alföldi (Deutsch) Antal orvos és Klein Sarolta gyermekeként született. 1907 és 1912 között az Budapesti III. Kerületi Magyar Királyi Állami Főgimnáziumban diákja volt. 1912-ben jó eredménnyel érettségizett. 1910-ben volt egy éremkiállítás, melyet hetedik osztályos tanulóként ő rendezett, s munkásságában szakszerű utasításokkal látta el tanára, Barthos Indár. 1918-ban a Budapesti Tudományegyetemen szerzett történészdiplomát és bölcsészdoktorátust. Ekkortól a Magyar Nemzeti Múzeum Éremtárában dolgozott. 1923 és 1932 között a Debreceni Magyar Királyi Tisza István Tudományegyetem ókori történeti katedráján, 1932-től 1947-ig pedig a budapesti Pázmány Péter Tudományegyetem Érem- és Régiségtani Intézetének vezetőjeként adott elő régészetet. A nála készült disszertációk egy egységet alkotva törekedtek a teljes ismert forrásanyag közlésére, interdiszciplináris eredményeket is felhasználva. Ennek az egységnek a keretében dolgozott a feliratcorpuson és e cél érdekében különböző tudományterületeken dolgozókat tömörített a Corona Archaeologicába.
1947-ben Angliába emigrált, majd egy év múlva Svájcban telepedett le, ahol a Berni Egyetem ókori történeti katedrájára került, majd 1952-től 1956-ig Bázelben volt egyetemi tanár. Ezek után a Princetoni Egyetem meghívására az USA-ba ment, ahol 1965-ig, nyugalomba vonulásáig egyetemi tanárként működött, és ókortörténeti kutatásokkal foglalkozott.
Hatalmas tudása és tudományszervezői munkássága nagy hatással volt a császárkor, majd később Róma egész történetének kutatására. Szerkesztette többek között a Numizmatikai Közlönyt, a Dissertationes Pannonicae I. és II sorozatát, 1940-től az Archaeologiai Értesítőt, 1949 és 1955 között a Dissertationes Berneusest, 1955–1965 az Antiquitast. Tagja volt a Pápai Régészeti Akadémiának, valamint a francia, az angol, a svéd, a dán és az osztrák tudományos akadémiáknak. 1960-ban a Premio Cintori di Roma díjjal tüntették ki.
1917. augusztus 28-án Budapesten, a Ferencvárosban házasságot kötött Seidl Emma Anna Gizella tanárnővel.

## Művei
- Der Untergang der Römerherrschaft in Pannonien (Berlin/Leipzig, 1926)
- A gót mozgalom és Dácia feladása (Budapest, 1930)
- Leletek a hun korszakból. Arch. Hung. IX. (Budapest 1932)
- Magyarország népei és a Római Birodalom (Budapest 1934)
- Epigraphica Pannonica I-VI (Pécs - Budapest)
- A Festival of Isis in Rome under the Christian Emperors of the IVth Century (Budapest 1937)
- The Invasion of the Peoples from the Rhine to the Black Sea (CAH XII 1939)
- The Crisis of the Empire (CAH XII 1939)
- Ein neues Verfahren für die Reproduktion (Berlin 1939)
- Dákok és rómaiak Erdélyben (Budapest 1940)
- Dir Kontorniaten. Ein verkanntes Propagandamittel der stadtrömischen heidnischen Aristokratie in ihrem Kampfe gegen das christliche Kaisertum (Leipzig 1943)
- Az utolsó nagy pannon császár (Budapest 1946)
- The Conversation of Constantine the Great and Pagan Rome (Oxford 1948)
- Der frührömische Reiteradel und seine Ehrenabzeichen (Baden-Baden 1952)
- A Conflict of Ideas in the Late Roman Empire (Oxford 1952)
- Studien über Caesars Monarchie (Lund 1953)
- Die trojanischen Urahnen der Römer (Basel 1957)
- Early Rome and the Latins (Ann Arbor 1965)
- Gesammelte Schriften I (Darmstadt 1966)
- Caesarin 44 v. Chr. (Bonn 1971)
- Octavians Aufstieg zur Macht (Bonn 1976)
- Das frühe Rom und die Latiner (Darmstadt 1977)